# أينو كوسينين
أينو كوسينين (بالفنلندية: Aino Kuusinen)‏ (المعروفة سابقاً باسم سارولا تورتايلن)، (المولودة في 5 مارس 1886 - والمُتوفاة في 1 سبتمبر 1970) هي فنلندية شيوعية عملت في الشيوعية الدولية حول العالم في الثلاثينيات، وسُجنت في الغولاغ قبل أن تهرب إلى الغرب، آينو كوسينن هي زوجة أوتو فيلي كوسينن الثانية.

## حياتها
كانت أينو كوسينين مدربةً للمرضات. أمضت أينو أربع سنوات في مستشفى العيون في مستشفى هلسنكي المركزي الجامعي، وعند تخرجها في 9 يوليو 1909، تزوجت كوسينين من ليو سارولا، الذي عمل كمهندس في إدارة السكك الحديدية.
التقت أينو كوسنن مع أوتو ويلي كوسينن لأول مرة في خريف 1919 في تانابيلا، هلسنكي، حيث عاشت مع زوجها. عمل كوسينن في فنلندا سراً، وبقي أصدقاؤه لبضع ليالٍ مع ليو وأينو سارولا. غادر كوسينن فنلندا في ربيع عام 1920 إلى السويد، حيث عاش لبعض الوقت وبدأ بإرسال رسائل إلى أينو.
انتقلت أينو في عام 1922، إلى الاتحاد السوفيتي حيث عملت في الكومنترن حتى تم إرسال تحقيق عسكري إلى GRU. استخدم رفيق سري يدعى مورتون كوسينن بين عامي 1930 و1933 ليبقى على صلة بالشيوعيين في الولايات المتحدة.
انتقلت أينو كوسينن من الولايات المتحدة إلى اليابان ، حيث عرضت على مراسل فرانكفورتر تسايتونج الألماني، ريخارد زورغه الذي أُعدم لاحقاً في اليابان الانضمام إلى الشيوعية. تم استدعاء كوسينن من اليابان إلى موسكو حيث أُلقي القبض عليها في يوم رأس السنة الجديدة عام 1938. وبعد وفاة جوزيف ستالين، أُطلق سراح أينو كوسينين في عام 1955، وأمضت السنوات التالية في موسكو تشعر باشمئزاز شديد من زوجها السابق أوتو ويلي كوسينين، الذي لم يفعل شيئًا لتحريرها. سافرت أينو كوسينن في عام 1965 إلى فنلندا ومن هناك إلى إيطاليا، حيث كتبت مذكراتها، وأمرت بنشرها فقط بعد وفاتها.

## أعمالها
- كوسينين، آينو: الله يأكل ملاكه: ذكريات من 1919 إلى 1965. (Der Gott stürzt Seine Engel: Memoiren 1917-1965.) تمت ترجمة النص باللغة الألمانية من قبل A. Vuoristo. اعادتها: وولفغانغ ليونارد. هلسنكي: اوتافا، 1972.
- كوسينين، آينو: قبل وبعد ستالين: حساب شخصي من روسيا السوفيتية من 1920 إلى 1960s. نشرت من قبل مايكل جوزيف، لندن، 1974. ISBN (رقم دولي معياري للكتاب) 0718112482.
- لوريي، فياتشيسلاف ميخائيلوفيتش - كوتشيك، فاليري: رجال الأعمال والناس (روسيا في وجوه). الصحافة عام 2003. ISBN (رقم دولي معياري للكتاب) 5-7654-1499-0.